# Bathybadistes andrewsi
Bathybadistes andrewsi är en kräftdjursart som beskrevs av Merrin, Malyutina och Brandt 2009. Bathybadistes andrewsi ingår i släktet Bathybadistes och familjen Munnopsidae.
Artens utbredningsområde är Tasmanhavet. Inga underarter finns listade i Catalogue of Life.